# Nymans

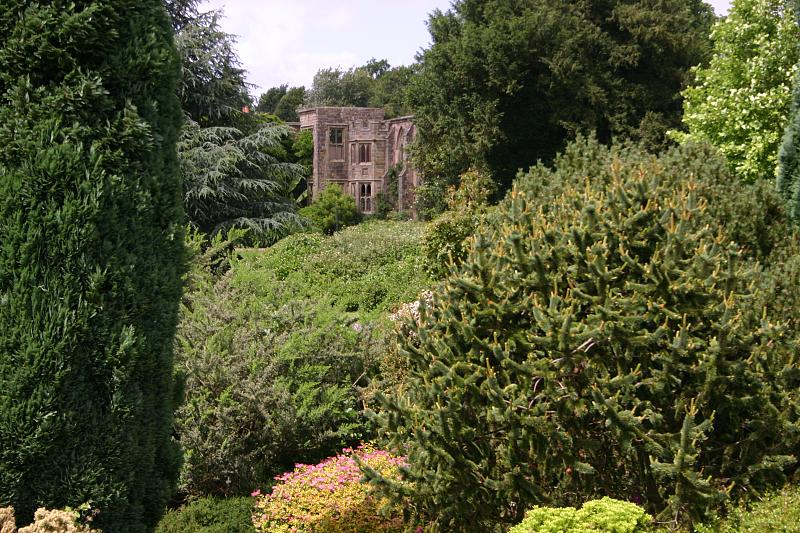
Les espèces exotiques marginales résistantes prospèrent dans le microclimat protégé de Nymans

Nymans est un jardin anglais à l'est du village de Handcross et dans la paroisse civile de Slaugham dans le West Sussex, en Angleterre. Le jardin a été aménagé à partir de la fin du XIXe siècle par trois générations de la famille Messel, rendu célèbre par Leonard Messel et devenu propriété du National Trust en 1953.

## Histoire
À la fin du 19e siècle, Ludwig Ernest Wilhelm Leonard Messel (1847-1915), membre d'une famille juive allemande, s'installe en Angleterre et achète le domaine Nymans, une maison de 600 acres sur un site en pente surplombant le pittoresque High Weald of Sussex. Il entreprend de transformer le domaine en un lieu de vie familiale et de divertissement, avec une salle de jardin inspirée du mouvement Arts and Crafts où les topiaires contrastent avec les plantes introduites des zones tempérées du monde entier.
Le jardinier en chef de Messel de 1895 était James Comber, dont l'expertise a aidé à former des collections de plantes chez les Nymans de camélias, des rhododendrons, qui, à l'époque, étaient combinés avec la plantation d'eucryphias et de magnolias de bruyère (Erica). William Robinson a joué un rôle de conseiller dans l'établissement du Wild Garden.
Le fils de Ludwig, le colonel Leonard Messel, succède à la propriété en 1915 et remplace la maison Regency par le pittoresque manoir en pierre, conçu par Sir Walter Tapper et Norman Evill dans un style gothique tardif / Tudor. Lui et sa femme Maud (fille d'Edward Linley Sambourne) étendent le jardin au nord et participent à des expéditions de collecte de graines dans l'Himalaya et en Amérique du Sud.
Le jardin atteint son apogée dans les années 1930 et est régulièrement ouvert au public. La forte réduction du personnel pendant la Seconde Guerre mondiale est suivie en 1947 par un incendie désastreux dans la maison, qui demeure comme une ruine de jardin. La maison a été partiellement reconstruite et est devenue la maison de la fille de Leonard Messel, Anne Messel et de son deuxième mari le 6e comte de Rosse. À la mort de Leonard Messel en 1953, il est légué au Nalional Trust  avec 275 acres de bois. C'est l'un des premiers jardins du Trust.
Le jardin a subi beaucoup de dégâts lors de la grande tempête d'octobre 1987, perdant 486 arbres matures et de nombreux arbustes. Le pinetum, l'une des premières caractéristiques du jardin, a été détruit.
En 2018, les jardins ont accueilli 354502 visiteurs.
Nymans est à l'origine de nombreux lusus, sélections et hybrides, à la fois planifiés et fortuits, dont certains peuvent être identifiés par le terme nymansensis, "of Nymans". Eucryphia × nymansensis (E. cordifolia × E. glutinosa) est également appelé E. "Nymansay". Magnolia × loebneri 'Leonard Messel', Camellia 'Maud Messel' et Forsythia suspensa 'Nymans', avec ses jeunes tiges couleur bronze, sont tous des arbustes familiers aux jardiniers.

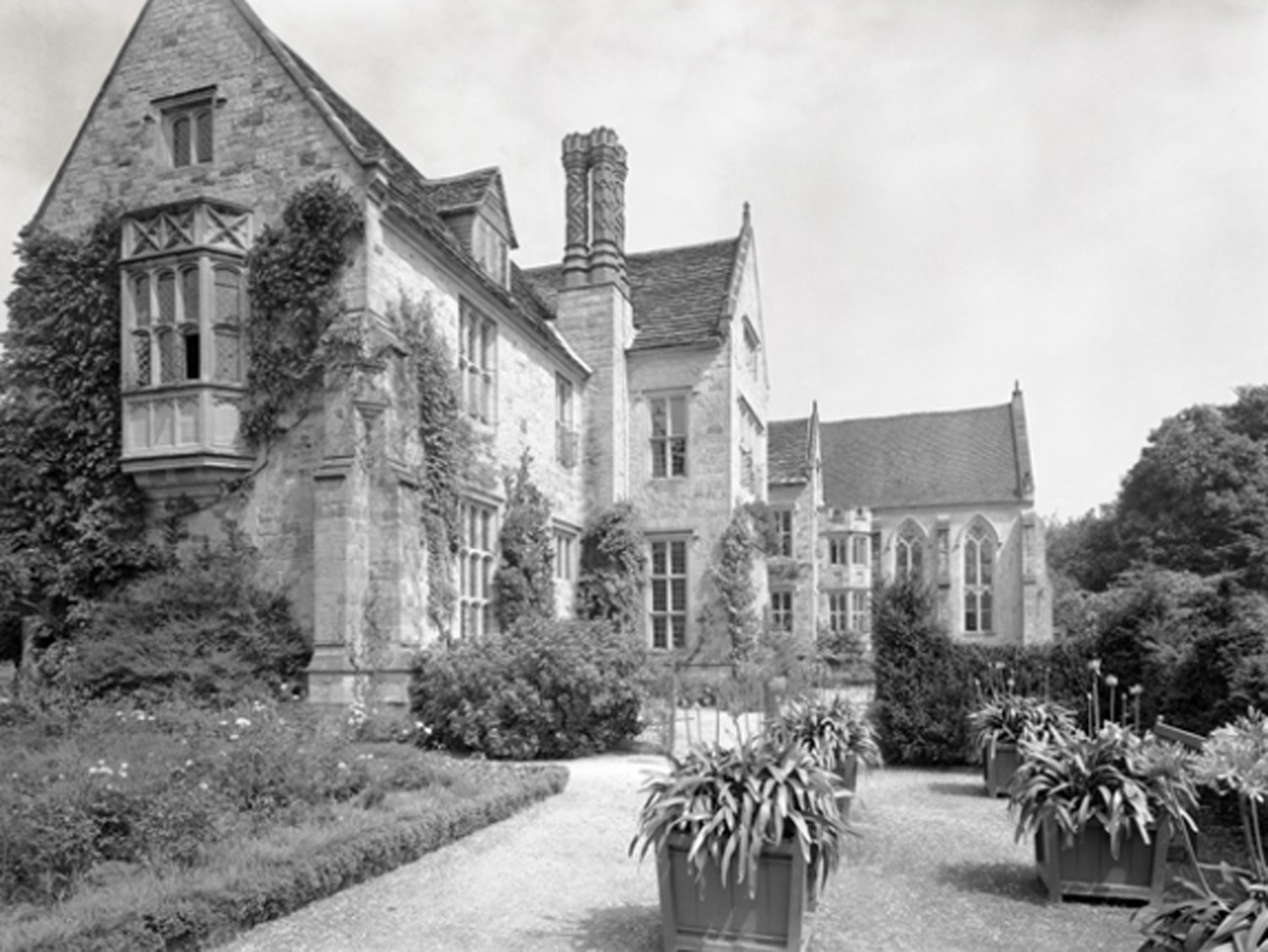
La façade sud de Nymans en 1932 avant l'incendie et la ruine subséquente
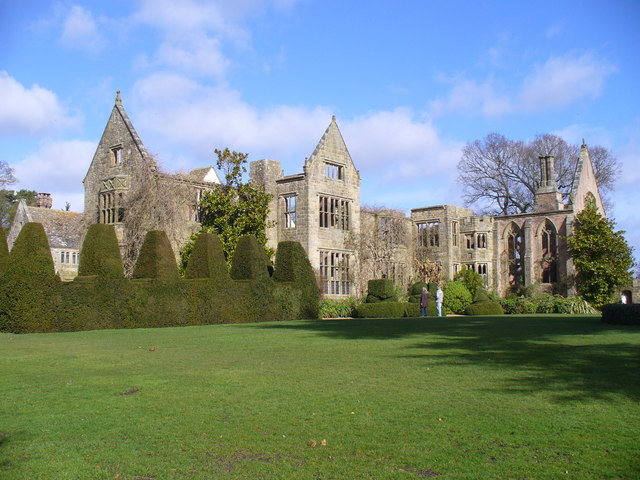
La façade sud aujourd'hui. La maison en ruine reste un élément de jardin.
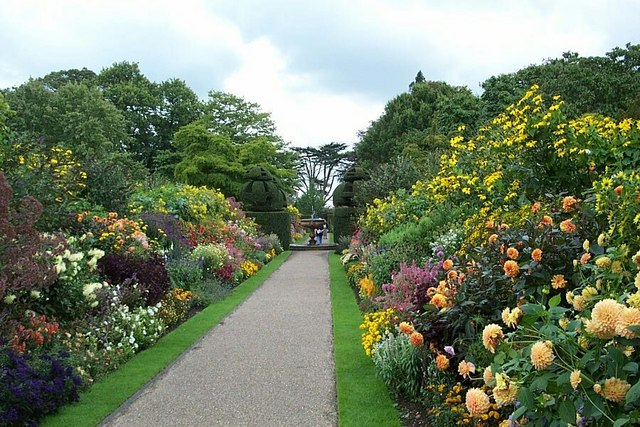
Bordures mixtes de vivaces et annuelles au milieu de l'été